# 양주 청련사 아미타불회도
양주 청련사 아미타불회도(阿彌陀佛會圖)는 대한민국 경기도 양주시 장흥면 청련사의 불화이다. 1880년 가로 134cm, 세로 225cm 크기로 제작되어 청련사 관음전에 보관되고 있다. 청련대좌위에 약지와 엄지를 맞댄 아미타불이 앉아있고 사선 방향으로 한 쪽 다리만을 가부좌한 관음보살과 대세지보살이 연꽃과 모란을 들고 있다.
2018년 4월 30일 문화재 지정 예고를 거쳐, 2018년 9월 10일 경기도의 문화재자료 제187호로 지정되었다.
조성연대, 조성사찰, 제작자 등이 명확할 뿐만 아니라 19세기~20세기 불교 화단을 빛낸 축연의 초기 화풍을 보여준다. 상궁과 일반인들의 후원으로 이루어진 불화로 구한말 왕실후원 불화라는 점, 축연의 초기 화풍을 보여준다는 점, 구한말 아미타불화의 특징을 가지고 있다.